# Sucesión exacta
En álgebra abstracta un conjunto {\displaystyle \{A_{i},\,\delta _{i}\}}
consistente de estructuras algebraicas
(ya sea grupos o anillos o módulos o espacios vectoriales) y {\displaystyle \delta _{i}} morfismos (según sea la categoría) que forman un complejo de cadenas
{\displaystyle \ldots \to A_{n+1}{\overset {\delta _{n+1}}{\to }}A_{n}{\overset {\delta _{n}}{\to }}A_{n-1}\to \ldots }
y que satisfacen
{\displaystyle {\textrm {im}}\,\delta _{n+1}={\textrm {ker}}\,\delta _{n}}
para todas las {\displaystyle n} se dice que forman una sucesión exacta. 
Esto significa que todos los grupos de homología son triviales (=0).
Este concepto se debe a Witold Hurewicz desde 1941.

## Tipos
Una sucesión exacta corta es una sucesión {\displaystyle 0\to A{\overset {\alpha }{\to }}B{\overset {\beta }{\to }}C\to 0} que es exacta.
Esto es lo mismo a pedir que 
- {\displaystyle \alpha } es inyectiva
- {\displaystyle {\beta }} induce un isormofismo tal que {\displaystyle B/\mathrm {im} ({\alpha })\cong C.} .
- {\displaystyle \beta } es sobreyectiva.